# Feldgrille
Die Feldgrille (Gryllus campestris) ist eine Art aus der Familie der Echten Grillen (Gryllidae) innerhalb der Ordnung der Heuschrecken (Orthoptera). Sie war 2003 das Insekt des Jahres in Deutschland und 2014 das Tier des Jahres in der Schweiz.

## Merkmale
Männliche Feldgrillen sind 18 bis 26 mm lang, Weibchen erreichen 19 bis 27 mm und deren nach hinten ragende Legeröhre (Ovipositor) erreicht zusätzlich noch eine Länge von 8 bis 12 mm. Diese Grillenart ist glänzend schwarz gefärbt und von gedrungener, zylindrischer Gestalt mit kräftigen Beinen. Der Kopf ist kugelförmig, breiter als der Halsschild und trägt kräftige Beißwerkzeuge, etwa 20 mm lange, dünne Antennen und drei helle Punktaugen (Ocelli) auf der Stirn; der Halsschild ist von oben betrachtet rechteckig. Die bräunlichen bis tiefschwarzen, an der Basis gelben Vorderflügel sind gut ausgebildet und zu Tegmina verhärtet. Sie sind schwarz geädert und werden von den Männchen zur Stridulation benutzt. Die Vorderflügel sind morphologisch in ein Dorsalfeld und in ein Lateralfeld gegliedert. Das Dorsalfeld liegt horizontal über dem Abdomen, das Lateralfeld steht nahezu senkrecht dazu und überdeckt teilweise die Seite des Abdomens. Zumeist wird in Beschreibungen nicht zwischen den beiden Teilen unterschieden. Angaben über den Vorderflügel beziehen sich zumeist nur auf das Dorsalfeld. Wie bei allen Grillen liegt der dorsale Teil des rechten Vorderflügels über dem linken, die Flügel überdecken das Abdomen fast vollständig. Die bräunlichen Hinterflügel hingegen sind verkümmert und erreichen nur zwei Drittel der Abdomenlänge, nur bei der Variation (Gryllus campestris var. caudata) sind auch diese voll ausgebildet. Diese Variation kommt bei südeuropäischen Populationen häufiger vor, in Mitteleuropa dagegen sehr selten. Kaudal am Abdomen befinden sich zwei Cerci (Abdominalanhänge). Die Hinterschenkel sind ventral (bäuchlings) rötlich. In den Vorderschienen ist jeweils ein großes und ein kleines Trommelfell ausgebildet. Sie dienen dem Hören und Orten von Rivalen in der Nachbarschaft.
Feldgrillen springen verhältnismäßig selten und dann nur kurze Strecken. Sie sind aber flinke Läufer. Schwerfällig fliegen, wie die mediterrane Schwesterart Gryllus bimaculatus, kann die Feldgrille jedoch im Normalfall nicht. Lediglich die Variation (Gryllus campestris var. caudata) ist hierzu in der Lage.

## Vorkommen
Die Feldgrille liebt warme, sonnige und trockene Hänge, Wiesen, Kiesgruben und Heiden sowie lichte Kiefernwälder. Die Tiere graben 10 bis 20 cm tiefe und zirka 2 cm breite Röhren in die Erde, genannt werden auch 30 bis 40 cm tiefe Röhren. Die Art ist von Nordafrika über Mittel- und Südeuropa bis zum Kaukasus zu finden. In den Küstenregionen Süd-Europas kommt sie gemeinsam mit der Mittelmeer-Feldgrille vor, die jedoch keine Röhren gräbt und meist in Siedlungsnähe zu finden ist. In Süddeutschland ist die Feldgrille häufiger als in Norddeutschland, wo sie in einigen Bundesländern in einer Gefährdungskategorie der Roten Liste geführt wird.

## Ernährung
Die Feldgrille ist ein Allesfresser, nimmt aber überwiegend pflanzliche Nahrung auf. Nymphen und Imagines ernähren sich von Blättern und Wurzeln verschiedener Pflanzen und Kräuter. Sie fressen aber auch kleine Bodentiere und deren Kadaver.

## Stridulation und akustische Kommunikation
Die Feldgrille verfügt über eine hochentwickelte akustische Kommunikation, die sich auf differenzierte Laut- und Gehörorgane stützt. Nur die geschlechtsreifen Männchen sind zu Lautäußerungen fähig, die als Gesang, Zirpen oder Stridulation bezeichnet werden. Die Männchen singen vor allem nachmittags und abends vor ihrer Wohnröhre, deren Eingang sie so gestalten, dass die Akustik optimiert wird. Die Geräusche werden erzeugt, indem Strukturen der Vorderflügel aneinander gerieben werden.

### Stridulationsorgan
Zur Schallbildung benutzen die Männchen die Dorsalfelder der Vorderflügel, die spezialisierte Strukturen aufweisen, die fast das gesamte Dorsalfeld einnehmen. Dazu gehört die Schrillader, die von der Flügelbasis ausgeht, zunächst wie die anderen großen Adern nach hinten zieht und nach kurzem Verlauf zum Innenrand des Flügels abbiegt. Etwa von dem Bogen bis fast zum Ende der Ader ist sie auf der Unterseite mit in Reihe angeordneten Zähnchen besetzt, den Schrillzähnen oder Lamellen. Der mit Zähnchen besetzte Teil der Schrillader bildet die Schrillleiste. Bei der Feldgrille ist sie im Mittel 4,35 mm lang und mit durchschnittlich 138 Schrillzähnen ausgestattet, die aus Chitin bestehen und speziell geformt sind. Im Mittelabschnitt der Schrillleiste beträgt der Abstand zwischen den Schrillzähnen 40 µm und verringert sich bis auf 25–30 µm zu den beiden Enden hin. Neben dem Ende der Schrillader tritt am Flügelrand ein kleiner, verdickter und pigmentierter Abschnitt hervor, die Schrillkante. Im Anschluss an die Schrillader befinden sich auf dem Flügel Strukturen, die der Verstärkung der Laute dienen. Als Harfe oder Diagonalfeld wird der Teil des Flügels bezeichnet, durch den einige wellenförmig verlaufende Adern ziehen, daran schließt der Spiegel an, ein großes, annähernd rundes Feld, das von einer Ader durchquert wird. Der Endabschnitt des Flügels (Apikalfeld) ist von einem Netz kleiner und unregelmäßig verlaufender Adern durchzogen.
Beide Flügel sind mit einer kompletten und gleichartig gebauten Singgarnitur ausgestattet. Lange galt die Auffassung, dass die Grillenmännchen wahlweise eine der beiden Schrillleisten und die Schrillkante des jeweils anderen Flügels zum Stridulieren benutzen. Das trifft nicht zu, wie Untersuchungen bei der Mittelmeer-Feldgrille ergeben haben (vergl. dort). Da der rechte Flügel stets über dem linken liegt, streicht bei der Schallbildung die Schrillleiste des rechten Flügels über die Schrillkante des linken Flügels. Zum Stridulieren heben die Männchen beide Vorderflügel 45–60° an, spreizen sie nach der Seite etwas ab und bewegen sie anschließend rhythmisch gegeneinander.
Der Lockgesang weist zwei Intensitätsmaxima auf, ein schmales Maximum bei 4–5 kHz und ein breites bei 10–16 kHz. Für die Abstrahlung des Schalls hat die Harfe die größte Bedeutung. Nach Entfernen der Harfen auf den beiden Flügeln ging der Schalldruckpegel um durchschnittlich 46 dB zurück. Die Abtragung der Spiegelzellen wirkte sich auf das breite Maximum bei 10–16 kHz aus. Nach dem Abtrennen der Lateralfelder verminderte sich der Schalldruckpegel beider Maxima, der des schmalen um 8–15 dB. Wurden die experimentell entfernten Harfen und Lateralfelder durch 5 µm dünne PVC-Folien („Prothesen“) ersetzt, nahm der Schallpegel wieder zu, erreichte den normalen Wert allerdings nicht. Diese bei der Feldgrille erzielten Ergebnisse gelten auch für Gryllus bimaculatus und Acheta domesticus.
Weibliche Grillen können nicht stridulieren, da sie keine Laut erzeugenden Einrichtungen besitzen. Ihre Vorderflügel weisen ein gleichmäßiges Muster aus kleinen Rauten auf.

### Gesänge
Die Feldgrille verfügt über mehrere Gesangsformen mit biologischer Bedeutung: Gewöhnlicher oder Lockgesang, Rivalen- und Werbegesang.
Lockgesang: Am häufigsten ist der Lockgesang zu hören, den die Männchen meist am Eingang ihrer Höhle, den Kopf einwärts gerichtet, oft mit großer Ausdauer abgeben. Die Männchen zirpen, wenn sie eine mit Spermien gefüllte Spermatophore gebildet haben und somit begattungsbereit sind. Der Gesang ist etwa 50–200 m weit zu hören. Er besteht aus Einheiten von drei bis sechs, zumeist vier, rasch aufeinander folgenden Silben, die durch Intervalle getrennt sind. Die Männchen sind von Mai bis Ende Juni oder bis in den Juli akustisch aktiv. Die Aktivität am Tage hängt vornehmlich von der Außentemperatur ab. An sonnigen und warmen Tagen ist der Gesang vom späten Vormittag bis in die Nachtstunden zu hören. Besonders aktiv werden die Tiere kurz vor einem Hitzegewitter.
Rivalengesang: Treffen beim Umherstreifen im Gelände zwei Männchen aufeinander, betasten sie sich mit den Fühlern und teilen bald darauf mit diesen Schläge aus. Schließlich beginnt der Revierinhaber mit dem Rivalengesang, der aus einer langen Folge gleichartiger Schallsignale besteht. Auf diese hin weicht der Eindringling in der Regel. Andernfalls kann es zu sehr heftigen, gar tödlichen Kämpfen kommen.
Werbegesang: Der Werbegesang vor einem Weibchen ist verhältnismäßig leise. Er besteht aus kurzen Impulsen, die in unregelmäßiger Folge und mit unterschiedlicher Lautstärke abgegeben werden. Die Stridulationsbewegungen der Flügel sind dabei entsprechend unregelmäßig.

### Gehörorgan
Die paarigen Gehörorgane (Tympanalorgane) befinden sich in den Schienen (Tibien) der Vorderbeine. Zu jedem Organ gehören zwei ungleich große Trommelfelle, die äußerlich zu erkennen sind, da sie nicht in Gruben versenkt sind. Die Trommelfelle dienen der Schallaufnahme und der Ortung relevanter Schallquellen. Innen liegt an den Trommelfellen die Beintrachee an, mit der zirka 40 Sinneszellen in Verbindung stehen, die in Reihe angeordnet sind und die Hörleiste bilden. Ihre ableitenden Fasern stellen den Hör- oder Tympanalnerven dar.

### Paarung

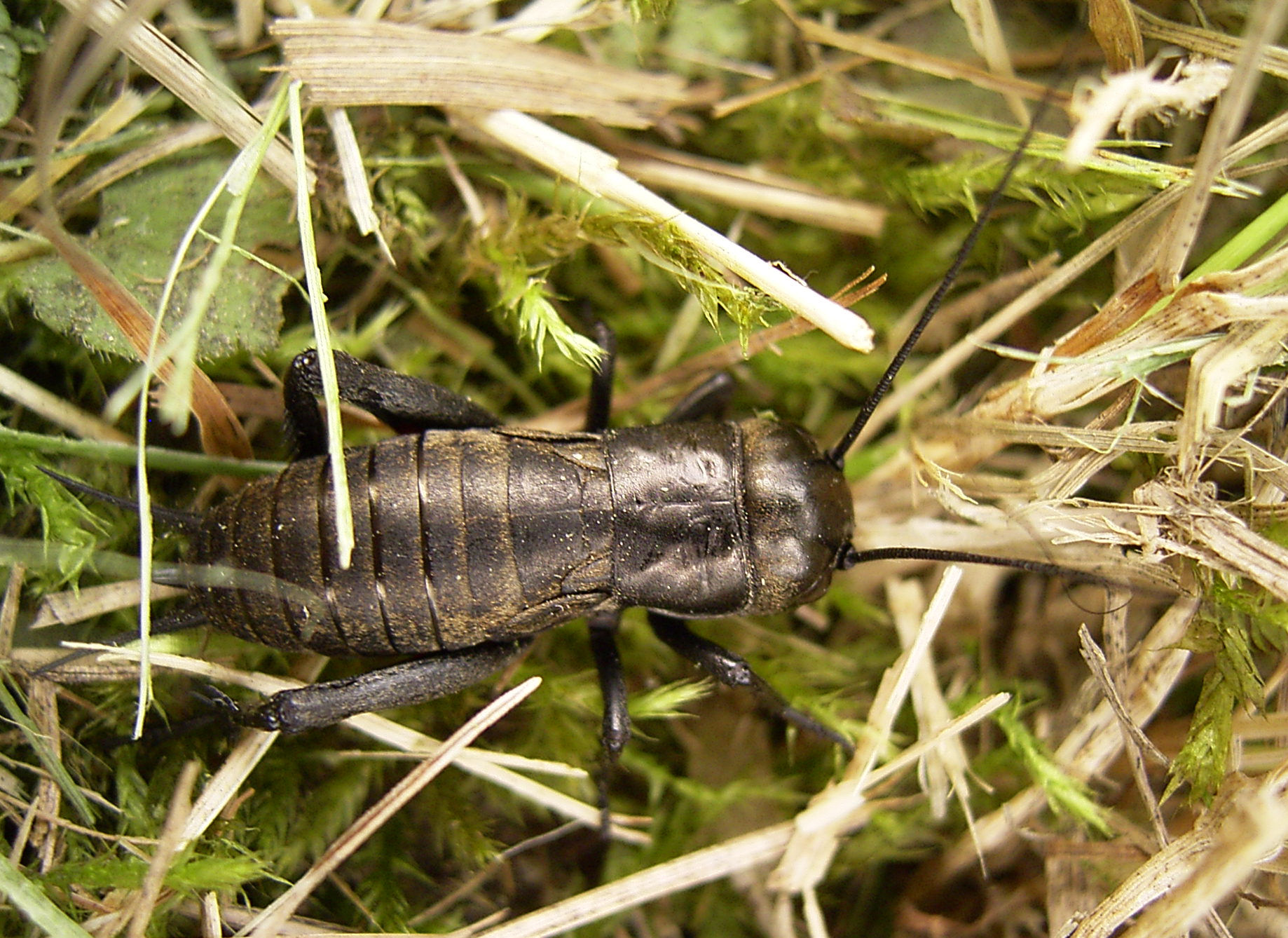
Nymphe von oben; gut erkennbar an den noch nicht voll ausgebildeten Flügeln

Zur Paarung wandert ein Weibchen aus einer Entfernung von bis zu 10 m auf ein singendes Männchen zu. Die Anwanderung erfolgt in einer Zickzacklinie, dennoch ist die Hauptrichtung auf das Männchen gerichtet. Auch in hohem und dichtem Gras findet das Weibchen zum Männchen. Unterbricht dieses seinen Gesang, verharrt das Weibchen oder wandert ungerichtet umher, bis das Männchen den Lockgesang fortsetzt. Ist das Weibchen beim Männchen angekommen, schließt sich das Betasten mit den Fühlern an, danach beginnt das Männchen mit dem Werbegesang und wendet dabei sein Körperende dem Weibchen zu.
Bei der Paarung steigt das Weibchen von hinten auf das Männchen, das daraufhin seinen Hinterleib nach oben biegt und das Weibchen begattet. Dabei befestigt es in etwa einer Minute die 2,3 mm lange, birnenförmige Spermatophore (Spermienträger) in der Genitalöffnung des Weibchens. Nachdem das Weibchen abgestiegen ist, vollführt das Männchen ein bis zwei Stunden lang eine sogenannte Nachbalz, wobei es mit Antennenzittern begleitete, ruckartige Bewegungen vollführt. Mit der Eiablage beginnt das Weibchen drei bis vier Tage nach der Begattung. Mithilfe seiner Legeröhre vergräbt es die Eier einzeln in der Erde. Im Lauf des Lebens legt eine weibliche Grille einige Hundert Eier ab.
Dass der Lockgesang der Männchen der Anlockung paarungsbereiter Weibchen dient, hat J. Regen bereits 1913 in einem Versuch nachgewiesen. Mit einem Mikrofon registrierte er den Lockgesang eines Männchens und spielte ihn in einem anderen Raum, in dem sich ein Weibchen befand, über einen Telefonhörer ab. Das Weibchen lief auf den Telefonhörer zu, da es dort ein Männchen vermutete.

### Entwicklung
Zwei bis drei Wochen nach der Eiablage schlüpfen die Larven. Sie bleiben noch einige Zeit beisammen und leben zunächst oberirdisch unter Steinen, in Erdröhren oder in anderen Verstecken. Sie häuten sich mehrmals, bis sie sich im Herbst trennen und einzeln eingraben. Im April des folgenden Jahres, wenn der Boden wieder wärmer wird, häuten sich die Larven zum zehnten oder elften Mal zur Imago und werden geschlechtsreif.

## Gefährdung und Schutz
Zunehmender Verlust des Lebensraumes zumeist durch intensive Landwirtschaft führt dazu, dass in vielen Regionen die Grillenpopulationen zurückgegangen sind. In manchen Gebieten sind sie bereits ausgestorben. In einigen Regionen wurde die Art jedoch erfolgreich wieder angesiedelt. In den letzten Jahren kam es aufgrund des günstigen Klimas auch zu natürlichen Ausbreitungsprozessen.